# Řád Quetzala
Řád Quetzala (španělsky: Orden del Quetzal) je nejvyšší státní vyznamenání Guatemalské republiky založené roku 1936. Udílen je občanům Guatemaly i cizím státním příslušníkům za zásluhy v občanské, umělecké, vědecké či humanitární oblasti.

## Historie a pravidla udílení
Řád byl založen výnosem prezidenta Guatemaly Jorgeho Ubica Castañedy dne 26. března 1936 jako nejvyšší státní vyznamenání. Nese jméno kvesala chocholatého (Pharomachrus mocinno), který byl královským symbolem panovníků Mayů a Aztéků a Guatemalci jej považují za svého národního ptáka. V roce 1973 byl řád reformován. 
Udílen je řadovým občanům i státním úředníkům, organizacím a dalším subjektům za umělecké, vědecké, humanitární či občanské zásluhy. Může být udělen i cizincům.

## Insignie
Řádový odznak má tvar pětiramenného kříže o průměru 50 mm s rameny zakončenými třemi hroty. Oba krajní hroty jsou zakončeny kuličkou. Mezi rameny pokrytými tmavě modrým a bílým smaltem jsou zlaté hroty ve tvaru kopí. Uprostřed je kulatý medailon s barevně smaltovaným státním znakem Guatemaly. Vnější okraj medailonu tvoří bíle smaltovaný kruh se zlatým nápisem GUATEMALA • AL MERITO. Na zadní straně je v medailonu římskými číslicemi letopočet MCMXXXVI (1936). V bíle smaltovaném kruhu při vnějším okraji medailonu je na zadní straně nápis ORDEN DEL QUETZAL.
Řádová hvězda má tvar zlatého slunce o průměru 90 mm, které tvoří 32 paprsků. Z nich je 16 paprsků zlatých a 16 stříbrných. Uprostřed je položen řádový odznak.

Stuha je světle modrá s úzkým lemovaní v bílé barvě.

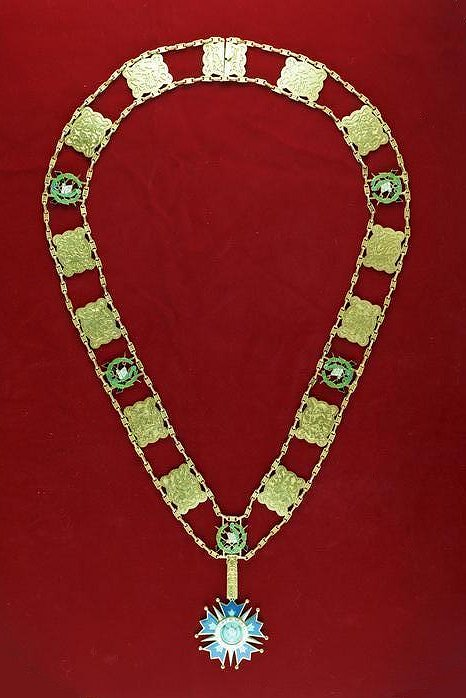
Řádový řetěz
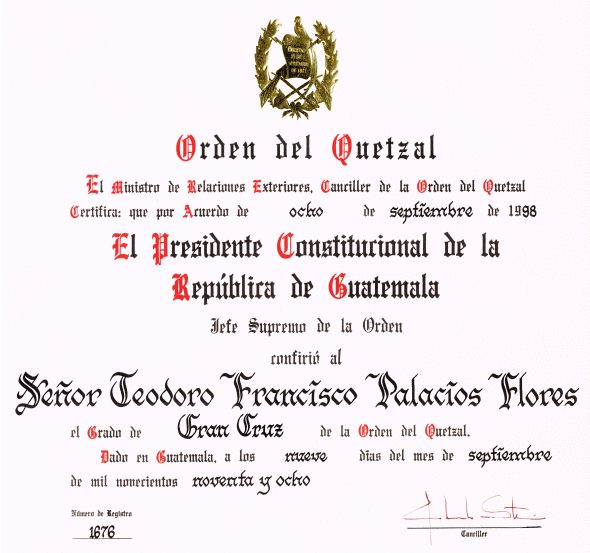
Diplom

## Třídy
Do roku 1973 měl řád pouze tři třídy – velkokříž, velkodůstojník a důstojník. Od roku 1973 je udílen v šesti třídách.
- řetěz – Řádový odznak se nosí na řetězu kolem krku.
- velkokříž – Řádový odznak se nosí na široké stuze spadající z pravého ramene na protilehlý bok. Řádová hvězda se nosí nalevo na hrudi.
- velkodůstojník – Řádový odznak se nosí na stuze kolem krku. Řádová hvězda ve verzi bez smaltu se nosí nalevo na hrudi.
- komtur – Řádový odznak se nosí na stuze kolem krku. Řádová hvězda této třídě již nenáleží.
- důstojník – Řádový odznak se nosí zavěšený na stuze s rozetou nalevo na hrudi.
- rytíř – Řádový odznak se nosí zavěšený na stuze bez rozety nalevo na hrudi.

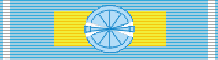
řádový řetěz
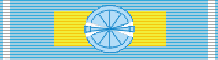
velkokříž
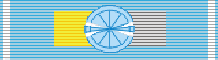
velkodůstojník
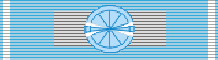
komtur
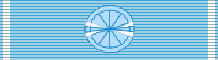
důstojník
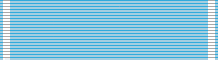
rytíř